# Ngô Xán
Ngô Xán (tiếng Trung: 吾粲; bính âm: Wu Can; ? - 245), tự Khổng Hưu (道言), là quan viên, tướng lĩnh Đông Ngô thời Tam Quốc trong lịch sử Trung Quốc.

## Thời Ngô
Ngô Xán quê ở huyện Ô Trình, quận Ngô Khi còn nhỏ, có một phụ nhân thấy Ngô Xán, nói với mẹ của Xán rằng: Thằng bé này có cốt cách của khanh tướng.
Ngô Xán ban đầu làm tiểu lại trong huyện, được huyện trưởng Tôn Hà thưởng thức. Năm 200, Tôn Hà được bổ làm tướng quân, có thể lựa chọn trưởng lại, đề cử Ngô Xán làm Khúc A (huyện) thừa. Xán sau đó kết giao với Thái thú quận Dự Chương Cố Thiệu, được Thiệu đề bạt, thăng làm quận trưởng sử. Tuy rằng Xán xuất thân hàn vi, nhưng lại nổi danh sánh ngang với các danh sĩ như Lục Nghị, Bốc Tịnh.
Năm 208, Tôn Quyền làm Xa kỵ tướng quân, mộ binh Ngô Xán làm chủ bộ, kiêm nhiệm Sơn Âm (huyện) lệnh, sau chuyển chức Tòng quân hiệu úy, nắm giữ quân quyền. Năm 222, Ngô Xán cùng Lã Phạm, Hạ Tề chỉ huy thủy quân, giao chiến với quân Ngụy do Tào Hưu, Trương Liêu, Vương Lăng chỉ huy tại Động Khẩu. Cùng năm, Ngô Xán thăng chức Thái thú quận Cối Kê.
Năm 231, Ngô Xán được phép chiêu mộ quân sĩ, giữ chức Chiêu nghĩa trung lang tướng, theo Lã Đại đánh Sơn Việt. Cuối cùng vào triều, lần lượt giữ các chức Đồn kỵ hiệu úy, Thiếu phủ. Năm 241, Tôn Hòa được lập làm Thái tử, Ngô Xán giữ chức Thái tử thái phó.
Khi đó, Thái tử Tôn Hòa cùng Lỗ vương Tôn Bá tranh giành ngôi vị thừa kế, triều đình chia làm hai phe. Ngô Xán duy trì Thái tử, đề nghị Tôn Quyền đày Tôn Bá đến Hạ Khẩu, đem đám vây cánh như Dương Trúc đuổi ra khỏi Kiến Nghiệp. Ngô Xán lại liên hệ với Đại đô đốc Lục Nghị, nhờ Lục Nghị dâng biểu khuyên Tôn Quyền. Sự việc bị phe cánh Lỗ vương biết được, vu hãm hai người. Ngô Xán bị hạ ngục giết chết, Lục Nghị cũng phẫn uất mà chết.

## Nhận xét
Thái tử Tôn Đăng từng đánh giá: Gia Cát Cẩn, Bộ Chất, Chu Nhiên, Toàn Tông, Chu Cứ, Lã Đại, Ngô Xán, Khám Trạch, Nghiêm Tuấn, Trương Thừa, Tôn Di trung với nước, hiểu trị thế.